# Josep Abella i Garaulet
Josep Abella i Garaulet   (València, c. 1800 - c. 1884) va ser un pintor valencià.

## Biografia
Va néixer a València cap a 1800, fill de Carles Abella i Bàrbara Garaulet. Va formar-se a la Reial Acadèmia de Belles Arts de Sant Carles, especialitzat en la pintura de flors i ornats, matèria sobre la que va obtenir un premi el 1818, conjuntament amb Josep Viló, i una pensió el 1820. D'aquest època daten segurament alguns dibuixos i estampes que conserva el Museu de Belles Arts de València. Va ser nomenat membre supernumerari de la secció de pintura a l'Acadèmia de Sant Carles el 7 d'agost de 1836. Amb motiu del seu nomenament va presentar diverses obres a l'acadèmia, entre elles una còpia d'una Crist de Van Loo, que es conserva al Museu de Belles Arts.
Participà en diverses exposicions artístiques entre 1845 i 1848 assolint cert èxit; a la de 1845 va presentar diverses natures mortes i fruiters a l'exposició del Liceu de València que van atreure l'atenció del públic i de la crítica i van ser comprades per Jorge Martínez. El 1848 va ser nomenat director de l'acadèmia de dibuix del seminari dels escolapis de València. Va combinar l'activitat docent amb la pintura. Va morir vers 1884.